# دان بارتلت
دان بارتلت (انگلیسی: Don Bartlett؛ زادهٔ ۱ آوریل ۱۹۶۰) ورزشکار کرلینگ، و فیلم‌نامه‌نویس اهل کانادا است.